# Завера (ТВ серија)
Завера (хрв. Urota) хрватска је криминалистичка телевизијска серија аутора Романа Матејића. Радња започиње атентатом на хрватског премијера (чији лик тумачи Зијад Грачић) и прати настојања да се, уз помоћ полицијских и других служби из суседне Србије и Црне Горе, разоткрију починиоци, а с њима и завера у коју су упетљани водећи криминалци, политичари и пословни људи с обе стране границе.
Серија, коју је продуцирала Продукција АВА, представљала је један од најскупљих и најамбициознијих пројеката хрватске телевизије. У Хрватској је оригинално требало да буде емитована 2006. године, али се то догодило тек крајем 2007. године. Доживела је лоше критике, углавном због слабе режије.

## Опис
У току конференције за новинаре испред скупштине Хрватске на премијера Ивана Брласа је пуцано. Председников саветник, Томислав Војковић, га са још неколико људи одводи у болницу и наређује да нико не сме да дође у болницу сем председника. Председник долази, па он и Војковић започињу потрагу за налогодавцем неуспелог атентата.

## Улоге и ликови

### Улоге
| Роберт Курбаша       | Томислав Војковић         | Главни   | Главни   | Главни   | Главни | Главни   | Главни | Главни   | Главни   | Главни   | Главни   | Главни | Главни |
| Јелена Вељача        | Дијана Супило             | Главни   | Главни   | Главни   | Главни | Главни   | Главни | Главни   | Главни   | Главни   | Главни   | Главни | Главни |
| Зијад Грачић         | Иван Брнас                | Главни   | Главни   | Главни   | Главни | Главни   | Главни | Главни   | Главни   | Главни   | Главни   | Главни | Главни |
| Ксенија Пајић        | Наташа Мажуранић          | Главни   | Главни   | Главни   | Главни | Главни   | Главни | Главни   | Главни   | Главни   | Главни   |        |        |
| Божидар Орешковић    |                           | Главни   | Главни   |          |        |          |        |          |          |          |          |        |        |
| Милан Плештина       | Илија Марковић            |          |          | Главни   | Главни |          |        |          |          | Епизодни |          |        |        |
| Петар Ћиритовић      | Борис Марић               |          |          |          |        | Главни   | Главни | Главни   | Главни   | Главни   | Главни   | Главни | Главни |
| Душко Валентић       | Марко Деспот              | Главни   | Главни   |          |        |          |        | Епизодни | Епизодни | Епизодни | Епизодни |        |        |
| Бранислав Лечић      | Срђан Митровић            |          | Епизодни | Главни   | Главни | Главни   | Главни |          |          |          |          |        |        |
| Едуард Флеров        | Лав Сергејевич Тирановски |          |          |          |        |          |        | Главни   | Главни   |          |          |        |        |
| Душан Бућан          | Кесић                     | Главни   | Главни   | Главни   | Главни |          |        |          |          |          |          |        |        |
| Бранислав Томашевић  | Игор Трифуновић           | Епизодни | Епизодни |          |        | Главни   | Главни | Главни   | Главни   | Главни   | Главни   | Главни | Главни |
| Александар Срећковић | Мирослав Лазаревић        | Главни   | Главни   |          |        |          |        |          |          |          |          |        |        |
| Петра Дуганџић       | Маријана                  |          | Епизодни | Главни   | Главни |          |        |          |          |          |          |        |        |
| Лена Богдановић      | Јана Царић                |          |          |          |        | Главни   | Главни | Главни   | Главни   | Главни   | Главни   | Главни | Главни |
| Славен Кнезовић      | Иван Ференчак             | Главни   | Главни   | Главни   | Главни | Главни   | Главни |          |          | Главни   | Главни   |        |        |
| Сања Вејновић        | проф. Јелена Русковић     |          |          |          |        |          |        | Главни   | Главни   | Главни   | Главни   | Главни | Главни |
| Сања Марин           | Дуња                      |          | Епизодни | Епизодни |        | Епизодни |        | Епизодни |          | Епизодни |          | Главни | Главни |
| Саша Бунета          | Никола Батковић           |          |          |          |        |          |        |          |          |          |          | Главни | Главни |

### Ликови
- Роберт Курбаша као Томислав Војковић, саветник председника Хрватске
- Јелена Вељача као Дијана Супило, новинарка ХРТ-а и Томиславова девојка
- Зијад Грачић као Иван Брнас, премијер Хрватске
- Ксенија Пајић као Наташа Мажуранић, министарка спољних послова Хрватске
- Божидар Орешковић као министар унутрашњих послова Хрватске
- Душко Валентић као Марко Деспот, председник Хрватске
- Душан Бућан као Кесић, оперативац ПОА-е
- Александар Срећковић као Мирослав Лазаревић, плаћени убица и бивши члан ЈСО-а
- Славен Кнезовић као Иван Ференчак, бивши начелник ПОА-е и саучесник у покушају атентата на премијера Брнаса
- Милан Плештина као Илија Марковић, бизнисмен и Ференчаков стари друг
- Бранислав Лечић као Срђан Митровић, премијер Србије
- Петра Дуганџић као Маријана, инспекторка
- Петар Ћиритовић као Борис Марић, оперативац ПОА-е
- Бранислав Томашевић као Игор Трифуновић, оперативац из одељења за специјалне операције БИА-е
- Лена Богдановић као Јана Царић, шеф одељења за специјалне операције БИА-е
- Едуард Флеров као Лав Сергејевич Тирановски, вођа нерегистроване руске фирме "GAS Inc.", која пере новац
- Сања Вејновић као проф. Јелена Русковић, кандидаткиња за председницу Хрватске на предстојећим изборима и председникова противница.
- Сања Марин као Дуња, секретарица премијера Брнаса
- Саша Бунета као Никола Батковић, бивши члан обезбеђења председника Деспота

## Епизоде
| Епизода | Опис | Емитовање          |
| ------- | --- | ------------------ |
| 1.      | У току конференције за новинаре испред скупштине Хрватске, на премијера Ивана Брнаса је пуцано. Председников саветник, Томислав Војковић, га са још неколико људи одводи у болницу и наређује да нико не сме да дође у болницу сем председника. Председник долази, па он и Војковић започињу потрагу за налогодавцем неуспелог атентата. | 17. новембар 2007. |
| 2.      | Војковић и председник крећу у лов на налогодавце покушаја атентата. У току упада полиције на сплав где су се налазили Лазаревић и неки његови пријатељи долази до пуцњаве. И Мирослав Лазаревић и његови пријатељи гину. Једна девојка је случајно убијена. На крају епизоде министар унутрашњих послова је заједно са министром одбране и још неколико посланика ухапшен. Ференчак је избегао хапшење.                                                                                             | 24. новембар 2007. |
| 3.      | Ференчак одлази у Босну код свог пријатеља Илије Марковића, бизнисмена, да му помогне у бекству и моли га да му да 500000 евра. Илија после састанка са њим зове полицију и пита колика је награда за Ференчаково хапшење. Ференчак као да је знао да ће он да позове полицију, па му је отео сина. На крају епизоде Војковићев ауто је експлодирао. | 1. децембар 2007.  |
| 4.      | Војковић се опоравио од покушаја убиства, а лов на Ференчака и његове саучеснике се наставља. Полиција успева да прати једног саучесника до куће његове мајке. Када је саучесник покушао да побегнеа, избила је пуцњава између њега и полиције и у тој пуцњави је он убијен, један од полицајаца рањен, а Кесићева девојка Маријана погинула. На крају епизоде Ференчак је ухапшен. | 8. децембар 2007.  |
| 5.      | Генерал Тадић, саучесник у покушају атентата на премијера, се крије у Републици Српској. Премијер Србије, Срђан Митровић, од свог човека из БИА-е добија пасош са сликом Тадића на име Сретен Марковић. Премијер одлази у Загреб да се састане са тамошњим премијером и обавештава га да је Тадић према пасошу хрватски држављанин. Војковић доводи Бориса Марића, који је заменио Кесића пошто је овај отишао у Брисел, да истражи издавање пасоша.                                                | 15. децембар 2007. |
| 6.      | Ференчак и његов адвокат се састају са тужилаштвом и разговарају о нагодби у замену за сведочење против ухапшених министара. Нагодба укључује имунитет за Ференчака, ослобађање од сваких оптужби, промену идентитета и 500000 евра у готовом. Тужилац преноси вести Војковићу који заједно са премијером и потпредседницом планира како да се нагодба оствари и како да 500000 евра дође каналом коме је немогуће ући у траг.                                                                      | 22. децембар 2007. |
| 7.      | Јана Царић и Игор Трифуновић добијају задатак да ухапсе Лава Сергејевича Тирановског, који води фирму за прање новца. Њих двоје долазе у Загреб, а одатле заједно са Марићем крећу у Црну Гору да се нађу са тамошњом полицијом због истраге. У међувремену, председник долази код премијера и тражи да нађе нешто прљаво против његове противнице на предстојећим изборима за председника, професорке Русковић.                                                                                    | 29. децембар 2007. |
| 8.      | Јана, Игор и Борис се припремају за хапшење и изручивање Тирановског. Дијана је нањушила да они воде операцију, па тражи од Томислава да јој каже шта је то, али се он правда да не зна. Дијана се спрема да објави приччу о хапшењу и мало је фалило да открије преко вести то Тирановском, али је он ухапшен пре него што је то изашло у вести. У међувремемну, снимак секса Русковићеве и њеног љубавника је изашао на свим порталима на интернету.                                              | 5. јануар 2008.    |
| 9.      | Дијана тражи од Томислава да јој каже ко је одговоран за постављање камере у апартман у ком су Јелена Русковић и њен љубавник водили љубав, али он одбија да јој каже правећи се да не зна. У међувремену, Ференчак прави заседу и зауставља ауто Илије Марковића и убија и њега и његовог возача.. | 12. јануар 2008.   |
| 10.     | Дијана одлази на састанак са Ференчаком, али се то претвара у њену отмицу. Јана, Борис и Игор крећу у потеру за Ференчаком и спашавањем Дијане. Борис и дање покушава да сазна шта је премијерова секретарица Дуња радила на броду Тирановског. У међувремену, министарка Мажуранић даје неопозиву оставку. Након пребројавања гласова нова председница постаје Јелена Русковић. | 19. јануар 2008.   |
| 11.     | Јелена Русковић је положила председничку заклетву и направила прве потезе. Наредила је да се истражи ко је поставио камеру у њен апартман и одакле је стигао новац који је исплаћен Ференчаку у склопу нагодбе. Док је био на задатку, неко је покушао да убије Бориса Марића. Борис је на вољшебан начин преживео атентат. | 26. јануар 2008.   |
| 12.     | Трифуновић и Војковић спроводе истрагу о томе ко је наредио убиство Марића и хватају Батковића и премијерову секретарицу Дуњу. Дуња је открила више информација од Батковића. У међувремену, неко је поново пуцао на Бориса Марића испред владе. Марић је хитно пребачен у болницу на операцију. Марић је поново на волшебан начин преживео. Војковић открива ко је наредио Марићево убиство, премијер подноси оставку, а на његово место долази бивша министарка спољних послова Наташа Мажуранић. | 2. фебруар 2008.   |